# Новогашунский (Зимовниковский район)
Новогашунский — хутор в Зимовниковском районе Ростовской области. Входит в состав Ленинского сельского поселения.
Население — 29 человек.

## География
Хутор расположен в пределах Сальско-Манычской гряды, являющейся западным субширотным продолжением Ергенинской возвышенности, относящейся к Восточно-Европейской равнине, на левом берегу реки Большая Куберле, на высоте 47 метров над уровнем моря. Рельеф равнинный, полого-увалистый. Почвы — тёмно-каштановые.
По автомобильной дороге расстояние до Ростова-на-Дону составляет 280 км, до ближайшего города Волгодонск — 61 км, до районного центра посёлка Зимовники — 11 км.
На хуторе имеется одна улица: Жлобина.

## История
Основан как калмыцкая станица Ново-Алексеевская. Станица входила в состав Сальского округа Области Войска Донского и являлась местом проживания калмыков Геленгякинского аймака (калм. Гелңгәхнә әәмг).
Геленгякинской называлась третья сотня Среднего улуса Калмыцкого округа Всевеликого Войска Донского. К середине XIX века калмыцкое население стало переходить к оседлости. Начало оседлости можно установить в «Списке населённых мест по сведениям 1859 года». В Геленгякинской сотне в 1857 году имелась хурульская молитвенная кибитка и один обывательский дом. Всего числилось 542 кибитки, в которых проживало 2014 человек.
При переходе в 1877 году к станичному делению Геленгякинская сотня была включена в юрт станицы Кутейниковской Среднего улуса Калмыцкого округа Области войска Донского. Бывшая Геленгякинская сотня выделена в самостоятельную станицу Ново-Алексевскую не позднее 1908 года. Центром новой станицы стал хутор Хурульный. Согласно переписи населения 1897 года в хуторе Хурульном проживало 547 душ мужского и 580 женского пола, ещё 26 душ мужского пола проживало при хуруле хутора Хурульного. Хутор являлся вторым по численности населения населённым пунктом юрта станицы Кутейниковской.
Согласно Алфавитному списку населённых мест области войска Донского 1915 года издания в станице Ново-Алексеевской насчитывалось 450 дворов, в которых проживало 947 человек. В станице имелся хурул, при нём действовало училище. В юрт станицы входили хутора Атаманский, Калмыцкий, Николаевский и Стояновский.
В результате Гражданской войны население станицы резко сократилось, в связи с чем станица была преобразована в хутор. Согласно первой Всесоюзной переписи населения 1926 года население хутора Ново-Алексеевского Кутейниковского сельсовета составило всего 68 человек, все — калмыки.
В 1929 году хутор включён в состав Калмыцкого района Сальского округа (округ ликвидирован в 1930 году) Северо-Кавказского края (с 1934 года — Азово-Черноморского края, с 1937 года — Ростовской области).
В марте 1944 года калмыцкое население было депортировано, Калмыцкий район была упразднён, а хутор включён в состав Зимовниковского района Ростовской области, позднее переименован в хутор Новогашунский.

## Население
Динамика численности населения:
| 1897 | 1915 | 1926 | 2002 |
| ---- | ---- | ---- | ---- |
| 1149 | 947  | 68   | 23   |

| 2010 |
| ---- |
| 29   |